# Macay McBride
Macay McBride, né le 24 octobre 1982 à Augusta (Géorgie), est un joueur américain de baseball évoluant en Ligue majeure de baseball avec les Detroit Tigers. Après la saison 2007, ce lanceur de relève compte 132 matchs joués et une moyenne de points mérités de 4,35. Il doit se contenter d'évoluer en Ligues mineures en 2008 et 2009.